# 伊洛娜·斯卢皮亚内克
伊洛娜·斯卢皮亚内克（德語：Ilona Slupianek，1956年9月24日—），旧姓朔克内希特（Schoknecht），德国女子田径运动员。她曾代表东德参加1976年和1980年夏季奥林匹克运动会田径比赛，其中1980年奥运会获得一枚金牌。